# Festival de cinéma européen des Arcs 2017
Le Festival de cinéma européen des Arcs 2017, 9e édition du festival, s'est déroulé du 16 au 23 décembre 2017.

## Déroulement et faits marquants
Le palmarès est dévoilé le 22 décembre 2017 : la Flèche de Cristal est décernée à Lean on Pete de Andrew Haigh qui reçoit aussi le prix de la meilleure musique et de prix de la meilleure photographie, et pour lequel Charlie Plummer reçoit le prix d'interprétation masculine. Le Grand prix du jury est décerné à Nico, 1988 de Susanna Nicchiarelli, le prix d'interprétation féminine à Maria-Victoria Dragus pour Mademoiselle Paradis.

## Jury
- Céline Sciamma  (présidente du jury), réalisatrice
- Clotilde Courau, actrice
- László Nemes, réalisateur
- Natacha Régnier, actrice
- Evgueni Galperine, compositeur

## Sélection

### En compétition
- Arythmie (Аритмия) de Boris Khlebnikov
- Lean on Pete de Andrew Haigh
- The Captain - L'Usurpateur (Der Hauptmann) de Robert Schwentke
- Beyond Words de Urszula Antoniak
- Mademoiselle Paradis de Barbara Albert
- The Charmer de Milad Alami
- Disappearance de Boudewijn Koole
- Nico, 1988 de Susanna Nicchiarelli
- La Mauvaise Réputation d'Iram Haq
- Scary Mother de Ana Urushadze

### Focus Allemagne
- L'amour et rien d'autre (Über uns das All) de Jan Schomburg
- Colonia de Florian Gallenberger
- Lomo - The Language Of Many Others de Julia Langhof
- Axolotl Overkill de Helene Hegemann
- Everyone Else (Alle Anderen) de Maren Ade
- L'Étrange Petit Chat de Ramon Zürcher
- Barbara de Christian Petzold
- Freedom (Freiheit) de Jan Speckenbach
- Victoria de Sebastian Schipper
- Gold de Thomas Arslan

### Playtime
- Call Me by Your Name de Luca Guadagnino
- La Douleur de Emmanuel Finkiel
- Les Heures sombres (Darkest Hour) de Joe Wright
- La Mort de Staline (The Death of Stalin) de Armando Iannucci
- La fête est finie de Marie Garel-Weiss
- Une femme heureuse (The Escape) de Dominic Savage
- Emma (Il colore nascosto delle cose) de Silvio Soldini
- La Surface de réparation (Alle Anderen) de Christophe Regin
- Affreux et Méchants (Brutti e cattivi) de Cosimo Gomez

### Hauteur
- Après la guerre (Dopo la guerra) de Annarita Zambrano
- Good favour de Rebecca Daly
- Life Guidancen de Ruth Mader
- Cargo de Gilles Coulier
- Le Ciel étoilé au-dessus de ma tête de Ilan Klipper
- Pororoca de Constantin Popescu
- Chien de Samuel Benchetrit

### Prix Lux
- 120 battements par minute de Robin Campillo
- Sami Blood de Amanda Kernell
- Western de Valeska Grisebach

## Palmarès
- Flèche de Cristal : Lean on Pete, Andrew Haigh  ( Royaume-Uni)
- Grand Prix du Jury : Nico, 1988, Susanna Nicchiarelli ( Italie et  Belgique)
- Prix du Public : La Mauvaise Réputation, Iram Haq ( Norvège,  Allemagne et  Suède)
- Prix d'Interprétation féminine : La comédienne Maria-Victoria Dragus pour son rôle dans Mademoiselle Paradis de Barbara Albert ( Autriche et  Allemagne)
- Prix de l'Interprétation masculine : Le comédien Charlie Plummer pour son rôle dans Lean on Pete de Andrew Haigh ( Royaume-Uni)
- Prix de la Meilleure musique originale : James Edward Baker pour la musique originale du film Lean on Pete de Andrew Haigh ( Royaume-Uni)
- Prix de la Meilleure photographie : Magnus Nordenhof Jønck pour le film Lean on Pete de Andrew Haigh ( Royaume-Uni)
- Prix du Meilleur court métrage : Los Desheredados, Laura Ferres ( Espagne). Une mention spéciale a été remise à Koropa, Laura Henno ( France)
- Prix du Jury Presse : Arrhythmia, Boris Khlebnikov ( Russie,  Allemagne et  Suède). Une mention spéciale a été remise à Le Capitaine, Robert Schwentke ( Allemagne et  France)
- Prix du Jury Jeune : Le Capitaine, Robert Schwentke ( Allemagne et  France). Une mention spéciale a été remise à La Mauvaise Réputation, Iram Haq ( Norvège,  Allemagne et  Suède)
- Prix Cineuropa : Sonate pour Roos, Boudewijn Koole ( Pays-Bas et  Norvège)
- Prix 20 minutes d'Audace : Le Capitaine, Robert Schwentke ( Allemagne et  France)
- Femme de cinéma : La réalisatrice Iram Haq ( Norvège)
- Prix Work in Progresss : le prix Lab d'Eurimages a été remis à Girl de Lukas Dhont ( Belgique) et le prix Titra a été remis à Gold  is all there is d'Andrea Caccia ( Italie,   France et  Suisse)